# Alina Pogostkina
Alina Pogostkina (née à Léningrad, le 18 novembre 1983) est une violoniste allemande née en Russie.

## Biographie

### Formation
Alina Pogostkina est la fille de deux violonistes professionnels. Elle a commencé à jouer du violon à l'âge de quatre ans et s'est rapidement montrée dotée d'un talent exceptionnel. Elle a donné ses premiers concerts à l'âge de cinq ans.
En 1992, la famille a déménagé à Heidelberg, en Allemagne, où Alina, huit ans, et ses parents ont d'abord dû gagner leur vie en jouant de la musique dans les rues.
Pogostkina a participé avec succès à plusieurs compétitions internationales de violon. Elle a remporté le concours Louis Spohr de 1997 et, en 2005, le premier prix au neuvième Concours international de violon Jean Sibelius à Helsinki, ainsi qu'un prix spécial pour la meilleure interprétation du concerto pour violon en ré mineur de Sibelius.
Lors sa victoire au concours Sibelius, Pogostkina étudiait à l'Académie de musique Hanns Eisler de Berlin, où elle était élève d'Antje Weithaas (de). Elle vit actuellement à Berlin.

### Carrière
Pogostkina a joué avec de nombreux grands orchestres du monde. Lors du concours Sibelius, elle jouait d'un violon moderne. Elle a joué avec un Stradivarius de Deutsche Stiftung Musikleben. Depuis février 2013, Alina joue le Stradivarius « Sasserno » de 1717 prêté par la Nippon Music Foundation.

## Discographie
- Pēteris Vasks, Vox Amoris ; Tālā gaisma [« Distant light »] ; Vientuļais eņģelis [« Lonely angel »] - Alina Pogostkina, violon ; Sinfonietta Rīga, dir. Juha Kangas (juin 2011, Wergo) (OCLC 1013453046)
- Mendelssohn, Infelice, opus 94 (version 1834), dans Scene! : arias de concert de Beethoven, Haydn, Mendelssohn, Mozart - Christiane Karg, soprano ; Arcangelo, dir. Jonathan Cohen (2014, Berlin Classics 0300646 BC) (OCLC 911336442)
- Suk (Quatuor avec piano op. 1), Dvořák (Quatuor avec piano, op. 23), - Ensemble Raro : Diana Ketler, piano ; Alina Pogostkina, violon ; Razvan Popovici, alto ; Bernhard Naoki Hedenborg, violoncelle (2015, Solo Musica) (OCLC 995175927)